# Stormen på Stora sjöarna 1913

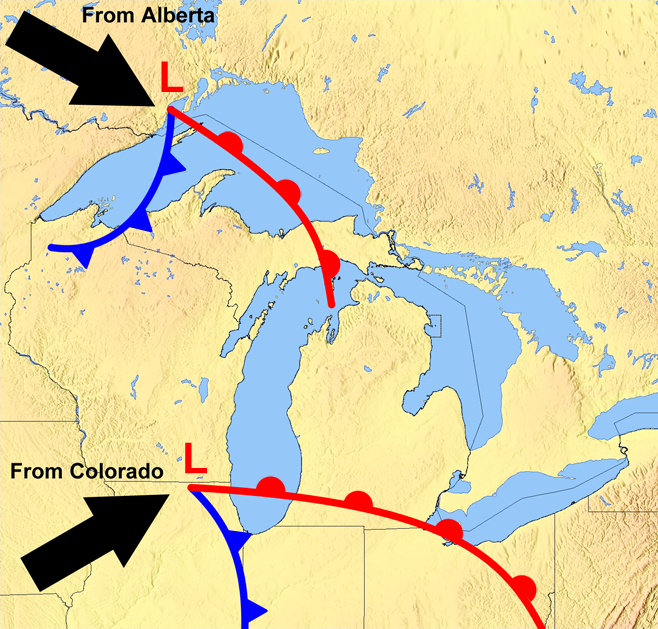
Karta

Stormen på Stora sjöarna 1913 (Great Lakes Storm of 1913),  historiskt också kallad "Big Blow", "Freshwater Fury", eller "White Hurricane", var en snöstorm som med en orkans styrka drabbade Great Lakes Basin i Mellanvästra USA samt den kanadensiska provinsen Ontario under perioden 7-10 november 1913. Stormen var som starkast den 9 november, då fartyg på fyra av fem av de Stora sjöarna, framför allt Huronsjön, kantrade.
Stormen var den dödligaste och största naturkatastrofen någonsin ute på sjöarna, och krävde över 250 människors liv, och förstörde 19 fartyg, medan 19 andra fartyg gick på grund. De ekonomiska kostnaderna enbart för fartygen uppgick till nästan $5 miljoner, eller cirka $100  miljoner i 2006 års penningvärde. Till detta ska läggas kostnaderna för förlorad last - kol, järnmalm och spannmål -  sammanlagt uppskattat till 68 300 ton.

### Fotnoter
1. ↑  Brown, David G. (2002). White Hurricane. International Marine / McGraw-Hill. pp. 208, 222. ISBN 0-07-138037-X.
2. ↑  Brown, 2002.
3. ↑  ”Newsletter Winter 2003 Christmas Issue”. Save Ontario Shipwrecks, Inc. Arkiverad från originalet den 24 april 2005. https://web.archive.org/web/20050424120111/http://www.saveontarioshipwrecks.on.ca/News/NL%20winter03.pdf. Läst 2 februari 2005.
4. ↑  Hemming, Robert J. (1992). Ships Gone Missing: The Great Lakes Storm of 1913. Chicago: Contemporary Books, Inc. ISBN 0-8092-3909-4.
5. ↑  Shipwrecks Arkiverad 6 februari 2005 hämtat från the Wayback Machine.." Maritime History of the Great Lakes. Accessed on February 10, 2005. ”Arkiverade kopian”. Arkiverad från originalet den 6 februari 2005. https://web.archive.org/web/20050206183038/http://www.hhpl.on.ca/GreatLakes/. Läst 3 februari 2005.
6. ↑  Annual Report of the Lake Carriers' Association. 1913.
7. ↑  Brown, 2002, p 245. Conversion from 1913 to 2006 U.S. dollars assumes a conversion factor of 0.049, according to Robert Sahr, Consumer Price Index, Oregon State University. Retrieved 10 april 2007. Arkiverad 5 oktober 2007 hämtat från the Wayback Machine.
8. ↑  Brown, 2002, pp 203, 225.